# Alice Pol
Pour les articles homonymes, voir Pol.
Ne doit pas être confondu avec Alice Paul.
Cet article possède un paronyme, voir Alice Paul.
Pour l’article ayant un titre homophone, voir Alice Paul.
 (juin 2025).
Alice Pol est une actrice et romancière française, née le 3 décembre 1982 à Saint-Pierre à La Réunion.
Le grand public la découvre, aux côtés de Dany Boon, dans le film Supercondriaque.

## Biographie

### Jeunesse et formation
Alice Pol naît sur l'île de La Réunion. Son père y faisait son service militaire en tant qu’interne en médecine (il devint chirurgien spécialisé en gastro-entérologie) et venait d'épouser sa mère, infirmière, qui l'avait suivi. Le couple part pour l'hexagone alors qu’Alice a six mois et s'installe à Marseille où elle grandit,.
Elle commence des cours de théâtre à l'âge de quinze ans au Badaboum Théâtre sur le vieux port. Après l'obtention du baccalauréat, elle s'inscrit à l'Université d'Aix-en-Provence, passe successivement six mois à la faculté de droit, deux mois en Lettres modernes et en histoire de l’art.

### Carrière
À l'insu de ses parents, Alice Pol effectue des allers-retours à Paris pour passer des castings mais finit par leur révéler ses intentions, ce qui lui permet de s'installer définitivement dans la capitale à dix-neuf ans. C'est à cette époque qu'elle écrit une comédie sentimentale burlesque intitulée C’est tout droit… ou l’inverse qu'elle monte. Cette pièce fait l'objet de deux tournées à travers la France (2006 et 2012) ; elle y tient le rôle de Violette.
Elle commence sa carrière au théâtre dans Le Concile d'amour mis en scène par Olivier Maltinti et fait plusieurs apparitions dans des séries télévisées comme Plus belle la vie et Sous le soleil.
En 2007, elle débute au cinéma dans Vilaine réalisé par Jean-Patrick Benes et Allan Mauduit, puis, en 2008, dans Joueuse de Caroline Bottaro.
En 2012, l'humoriste Dany Boon la remarque après avoir assisté à une représentation de sa pièce C’est tout droit… ou l’inverse et pour sa prestation dans le court-métrage Quitte ou double à Cannes. La même année, ils tournent ensemble dans le film Un plan parfait de Pascal Chaumeil, aux côtés de Diane Kruger. Alice Pol avait rencontré Pascal Chaumeil l'année précédente alors qu'elle jouait dans une publicité pour Ikea qu'il réalisait.
En 2013, elle interprète le rôle de Diane dans le film Joséphine, adaptation de la série de bande dessinée du même nom de Pénélope Bagieu.

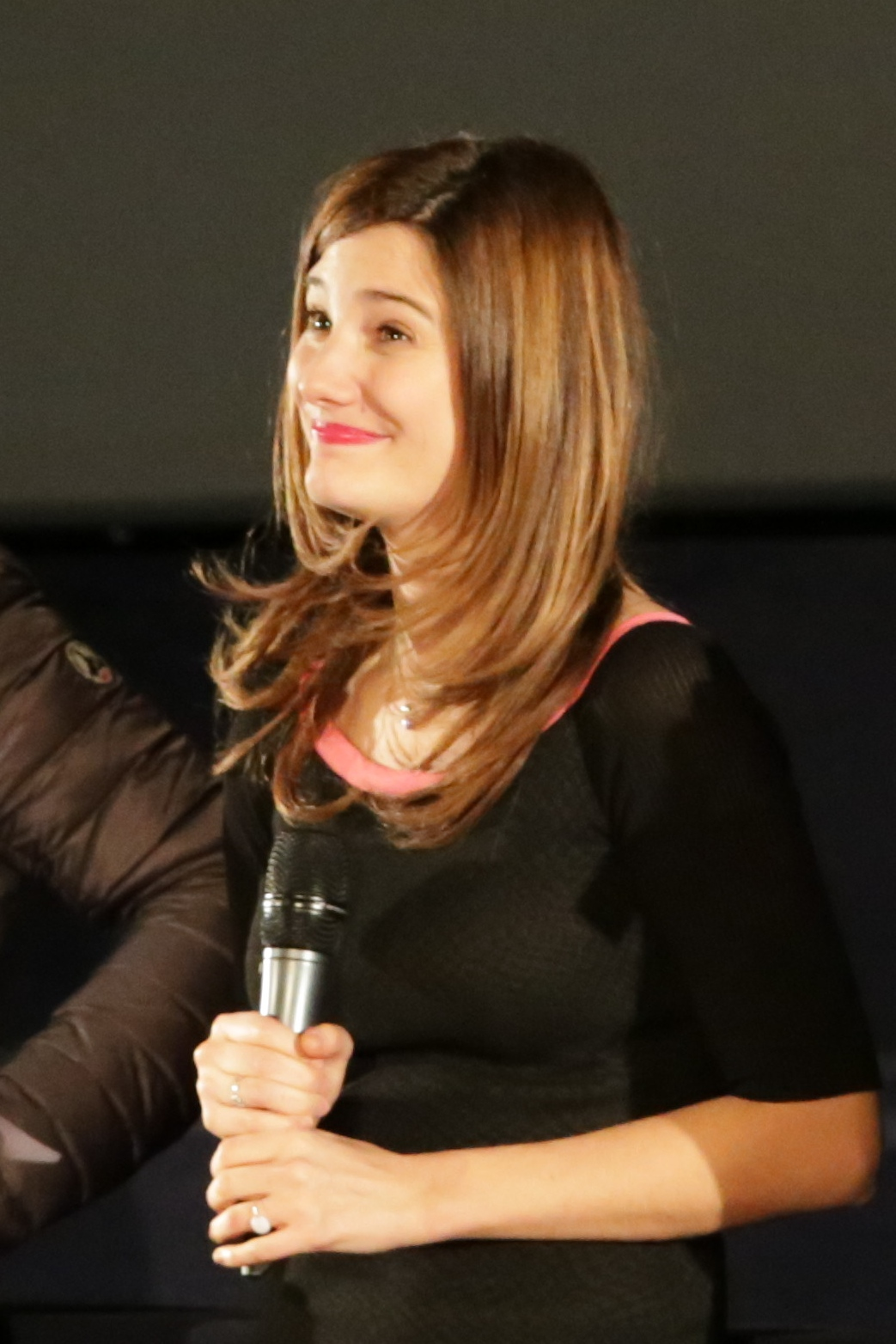
Alice Pol lors d'une avant-première de Supercondriaque.

Ensuite, Dany Boon lui offre le premier rôle féminin dans deux films qu'il réalise Supercondriaque en 2014, puis Raid dingue en 2017.
Entre fin avril et début mai 2015, elle apparaît dans la mini-série Disparue qui est un succès d'audience sur France 2. En juin de la même année, elle devient l'héroïne Samantha du film Qui c'est les plus forts ? de Charlotte de Turckheim, avec Audrey Lamy. Elle partage l'affiche avec Jean Dujardin dans Un plus une de Claude Lelouch et incarne Alexandrine Zola aux côtés de Guillaume Canet et Guillaume Gallienne dans Cézanne et moi réalisé par Danièle Thompson, sorti en octobre 2016.
En juin 2019, elle fait partie du jury de Sandrine Bonnaire lors du 33e Festival du film de Cabourg.
En 2020, elle intègre la troupe des Enfoirés au profit des Restos du cœur.

## Filmographie

### Cinéma

#### Longs métrages
- 2007 : Vilaine de Jean-Patrick Benes et Allan Mauduit : Jessica
- 2008 : Joueuse de Caroline Bottaro : Natalia
- 2010 : Les Émotifs anonymes de Jean-Pierre Améris : Adèle, une émotive anonyme
- 2011 : La Croisière de Pascale Pouzadoux : la collaboratrice d'Alix
- 2011 : Une folle envie de Bernard Jeanjean : l'étudiante
- 2011 : Un plan parfait de Pascal Chaumeil : Corinne
- 2012 : Au bonheur des ogres de Nicolas Bary : la pédopsychiatre
- 2013 : Joséphine d'Agnès Obadia : Diane
- 2014 : Supercondriaque de Dany Boon : Anna Zvenka-Lempereur-Faubert
- 2015 : Qui c'est les plus forts ? de Charlotte de Turckheim : Samantha
- 2015 : Un plus une de Claude Lelouch : Alice Hanel
- 2016 : Cézanne et moi de Danièle Thompson : Alexandrine Zola
- 2017 : Raid Dingue de Dany Boon : Johanna Pasquali
- 2017 : Embrasse-moi ! d'Océanerosemarie et Cyprien Vial : Cécile
- 2017 : Maryline de Guillaume Gallienne : Alexane
- 2018 : Je vais mieux de Jean-Pierre Améris : Pauline
- 2018 : Les Vieux Fourneaux de Christophe Duthuron : Sophie
- 2019 : Le Dindon de Jalil Lespert : Victoire Vatelin
- 2020 : L'Aventure des Marguerite de Pierre Coré : la tante Alice
- 2020 : J'irai mourir dans les Carpates d'Antoine de Maximy[10] : Agnès
- 2020 : C'est la vie de Julien Rambaldi : Sophie
- 2021 : Si on chantait de Fabrice Maruca : Sophie
- 2021 : C'est magnifique ! de Clovis Cornillac : Anna
- 2022 : Murder Party de Nicolas Pleskof : Jeanne Chardon-Spitzer
- 2022 : Les Vieux Fourneaux 2 : Bons pour l'asile de Christophe Duthuron : Sophie
- 2023 : Un petit miracle de Sophie Boudre : Juliette
- 2023 : La Tête dans les étoiles d'Emmanuel Gilibert : Johanna
- 2024 : Sirènes d'Adeline Picault : Alison Flesh

#### Courts métrages
- 2005 : Belle enfin possible de Régis Roinsard : la narratrice
- 2006 : Rendez-vous avec Jane de Régis Roinsard
- 2006 : Sur l'oreiller de Bérénice Andre
- 2008 : Tutto o niente de Christophe Fustini : Claire
- 2010 : Le Miroir de Sébastien Rossignol : la mère à la plage
- 2011 : Domino de Charles Poupot : la serveuse
- 2012 : Quitte ou double d'Alexandre Coffre
- 2013 : Il neige sur Acapulco d'Aurelien Drach : Magalie

### Télévision

#### Téléfilms
- 2003 : Fragile de Jean-Louis Milesi : Sophie
- 2009 : Juste un peu d'@mour de Nicolas Herdt : Inès
- 2010 : Trahie ! de Charlotte Brändström : Laura
- 2010 : À 10 minutes de la plage de Stéphane Kappes : Lupita
- 2011 : Les Enquêtes du commissaire Laviolette : Le Tombeau d'Hélios de Bruno Gantillon : Annie
- 2024 : Père Noël à domicile de Manu Joucla : Laurène

#### Séries télévisées
- 2004 : Plus belle la vie : Zoé, l'amie parisienne de Ninon Chaumette (3 épisodes, saison 1)
- 2004 : Ma terminale (25 épisodes)
- 2004 : Julie Lescaut : Amélie (saison 14, épisode 3 : Double vie)
- 2008 : Sous le soleil : Chloé (saison 13, épisode 15 : Jouer avec le feu)
- 2008 : Mafiosa, le clan : Aurélie (saison 2, épisode 2)
- 2011 : La Loi selon Bartoli : Aline Juano (saison 1, épisode 2)
- 2012 : Very Bad Blagues (saison 2, épisode 58 : Quand on est dans les toilettes de boîte de nuit)
- 2012 : Merlin : la vendeuse
- 2015 : Disparue : Camille Guerin (8 épisodes)
- 2019 : Calls : Marie (saison 2, épisode 6 : Sous la terre)
- 2025 : Joseph de Lucien Jean-Baptiste
- 2026 : Ceylan de Cathy Verney et Édouard Deluc : Cindy Boulain

### Romans
- Coup de pelle, Robert Laffont, 2023, 324p.  (ISBN 9782221270851)
- En eaux vives, Robert Laffont, 2024, 304p.  (ISBN 9782221276204)

### Publicité
- 2011 : Publicité pour Ikea intitulée La déclaration de Mariage[3].

### Autres
- 2011 : Présentation en vidéo de la collection le Comptoir des Cotonniers automne-hiver 2011/2012[3].
- 2012 : Vidéo parodique de Christian Lartillot pour « Blue Film Prod » intitulée Alice Pol[11].

## Théâtre
- 2004 : Le concile d'Amour, d'Oscar Panizza, mise en scène d'Olivier Maltinti
- 2006 : C'est tout droit… ou l'inverse, d'Alice Pol, mise en scène Franck Harscouët, Comédie Bastille - Espace Comedia
- 2009 : L'ours, d'Anton Tchekhov, mise en scène Benoît Lavigne, Ciné 13 théâtre
- 2012 : C'est tout droit… ou l'inverse, d'Alice Pol, mise en scène Franck Harscouët, Théâtre Michel

## Doublage
- 2017 : Cars 3 : Cruz Ramirez
- 2022 : Vaillante : Georgia Nolan